# Hallwood
Hallwood és una població dels Estats Units a l'estat de Virgínia. Segons el cens del 2000 tenia 290 habitants.

## Demografia
Segons el cens del 2000, Hallwood tenia 290 habitants, 100 habitatges, i 73 famílies. La densitat de població era de 466,5 habitants per km².
Dels 100 habitatges en un 37% hi vivien nens de menys de 18 anys, en un 56% hi vivien parelles casades, en un 12% dones solteres, i en un 27% no eren unitats familiars. En el 22% dels habitatges hi vivien persones soles el 15% de les quals corresponia a persones de 65 anys o més que vivien soles. El nombre mitjà de persones vivint en cada habitatge era de 2,9 i el nombre mitjà de persones que vivien en cada família era de 3,38.
Per edats la població es repartia de la següent manera: un 33,4% tenia menys de 18 anys, un 5,9% entre 18 i 24, un 26,6% entre 25 i 44, un 21,7% de 45 a 60 i un 12,4% 65 anys o més.
L'edat mediana era de 32 anys. Per cada 100 dones de 18 o més anys hi havia 101 homes.
La renda mediana per habitatge era de 29.861 $ i la renda mediana per família de 30.000 $. Els homes tenien una renda mediana de 20.625 $ mentre que les dones 19.773 $. La renda per capita de la població era de 13.351 $. Entorn del 8,8% de les famílies i el 14,5% de la població estaven per davall del llindar de pobresa.

## Poblacions més properes
El següent diagrama mostra les poblacions més properes.